# جين كي جو
جين كي جو (بالكورية: 진기주) هي ممثلة كورية جنوبية ولدت في يوم 26 يناير 1989 في سول. بدأت التمثيل في سنة 2014، مثلت في عدة مسلسلات منها أحباء القمر - القلب القرمزي ريو في 2016، و ميستي في 2018، و تعال وأحضني في 2018.

## الأعمال

### مسلسلات
| السنة     | العنوان                         | الدور                    | ملاحظة                  | مراجع         |
| --------- | ------------------------------- | ------------------------ | ----------------------- | ------------- |
| 2015      | في العشرينيات للمرة الثانية     | بارك سيونغ هيون          |                         |               |
| 2015      | نثرات الحب                      | الملكة سوايون            | الحلقة 3                | [ 5 ]         |
| 2016      | One More Happy Ending           | أن سوو سون               |                         | [ 6 ]         |
| 2016      | The Good Wife ‏                  | سونغ هي-سو               |                         | [ 7 ]         |
| 2016      | أحباء القمر - القلب القرمزي ريو | تشاي ريونغ               |                         | [ 8 ]         |
| 2017      | Wednesday 3:30 PM               | سون اون وو               |                         | [ 9 ]         |
| 2018      | ضبابي                           | هان جي وون               |                         | [ 10 ]        |
| 2018      | Come and Hug Me                 | هان جاي يي / جيل ناك وون |                         |               |
| 2019      | The Secret Life of My Secretary | جونغ غال هي              |                         |               |
| 2020–2021 | قصة حب منزلية الصنع ‏            | لي بتشاي وون             |                         |               |
| 2022      | وقت العرض يبدأ!                 | جو وحيد هاي              |                         | [ 11 ] [ 12 ] |
| 2022      | شهاب                            | كيم جين كيونغ            | دور الكاميو (الحلقة 11) |               |
| 2023      | غريبي المثالي                   | بايك يون يونغ            |                         | [ 13 ]        |
| 2024      | العم سامسيك                     | جو يون جين               |                         |               |
| 2025      | متخفي المدرسة الثانوية          | جونغ هاي-سونغ            |                         | [ 14 ]        |

## روابط خارجية
- جين كي جو على موقع IMDb (الإنجليزية)
- جين كي جو على موقع ألو سيني (الفرنسية)
- جين كي جو على موقع قاعدة بيانات الفيلم (الإنجليزية)
- جين كي جو على موقع ليتربوكسد (الإنجليزية)
- جين كي جو على موقع كينوبويسك (الروسية)